# Спиральная модель

Спиральная модель (Боэм, 1988)

Спира́льная модель, предложенная Барри Боэмом в 1986 году, стала существенным прорывом в понимании природы разработки ПО. Она представляет собой процесс разработки программного обеспечения, сочетающий в себе как итеративность, так и этапность.
Отличительной особенностью этой модели является специальное внимание рискам, влияющим на организацию жизненного цикла. Боэм формулирует десять наиболее распространённых (по приоритетам) рисков:
1. Дефицит специалистов.
2. Нереалистичные сроки и бюджет.
3. Реализация несоответствующей функциональности.
4. Разработка неправильного пользовательского интерфейса.
5. «Золотая сервировка», перфекционизм, ненужная оптимизация и оттачивание деталей.
6. Непрекращающийся поток изменений.
7. Нехватка информации о внешних компонентах, определяющих окружение системы или вовлечённых в интеграцию.
8. Недостатки в работах, выполняемых внешними (по отношению к проекту) ресурсами.
9. Недостаточная производительность получаемой системы.
10. Разрыв между квалификацией специалистов и требованиями проекта[1]

Большая часть этих рисков связана с организационными и процессными аспектами взаимодействия специалистов в проектной команде.
Каждый виток спирали соответствует созданию фрагмента или версии программного обеспечения, на нём уточняются цели и характеристики проекта, определяется его качество и планируются работы следующего витка спирали. Таким образом углубляются и последовательно конкретизируются детали проекта и в результате выбирается обоснованный вариант, который доводится до реализации. Каждый виток разбит на 4 сектора:
- определение целей,
- оценка и разрешение рисков,
- разработка и тестирование,
- планирование следующей итерации.

На каждом витке спирали могут применяться разные модели процесса разработки ПО. В конечном итоге на выходе получается готовый продукт.
Разработка итерациями отражает объективно существующий спиральный цикл создания системы. Неполное завершение работ на каждом этапе позволяет переходить на следующий этап, не дожидаясь полного завершения работы на текущем. При итеративном способе разработки недостающую работу можно будет выполнить на следующей итерации.
Главная задача — как можно быстрее показать пользователям системы работоспособный продукт, тем самым активизируя процесс уточнения и дополнения требований. Основная проблема спирального цикла — определение момента перехода на следующий этап. Для её решения необходимо ввести временные ограничения на каждый из этапов жизненного цикла. Переход осуществляется в соответствии с планом, даже если не вся запланированная работа закончена. План составляется на основе статистических данных, полученных в предыдущих проектах, и личного опыта разработчиков.